# Marta Temido
Marta Alexandra Fartura Braga Temido de Almeida Simões (Coimbra, 2 de março de 1974) é uma política e administradora portuguesa, especialista em administração hospitalar. Foi ministra da saúde entre outubro de 2018 e agosto de 2022, durante a pandemia de covid. Em setembro de 2022 foi eleita deputada pelo Partido Socialista (PS) na Assembleia da República. Em junho de 2024 eleita deputada ao Parlamento Europeu.
É doutorada em Saúde Internacional, pelo Instituto de Higiene e Medicina Tropical da Universidade Nova de Lisboa, detendo um Mestrado em Gestão e Economia da Saúde, pela Faculdade de Economia da Universidade de Coimbra, e Licenciatura em Direito, pela Faculdade de Direito da Universidade de Coimbra. Entre 2016 e 2017, foi presidente do conselho diretivo da Administração Central do Sistema de Saúde. Na sequência da saída do até então Ministro da Saúde português, Adalberto Campos Fernandes, do XXI Governo Constitucional, foi nomeada ministra da Saúde em outubro de 2018, assumindo o cargo a 15 de outubro desse ano. Continuou a ocupar esse cargo no XXII e XXIII Governo Constitucional. Apresentou a demissão do cargo de ministra da Saúde a 30 de agosto de 2022, sendo substituída por Manuel Pizarro no mês seguinte.
Em fevereiro de 2023, assumiu o cargo de presidente interina da concelhia do PS de Lisboa, após a demissão do então do presidente da concelhia, Davide Amado, na sequência de investigações judiciais. Em julho de 2023, foi eleita presidente da concelhia do PS de Lisboa para o mandato 2023-2025. Em junho de 2024 foi cabeça-de-lista pelo PS e eleita deputada ao Parlamento Europeu.

## Biografia
Marta Alexandra Fartura Braga Temido de Almeida Simões nasceu em Coimbra, em 1974.
É doutorada em Saúde Internacional, pelo Instituto de Higiene e Medicina Tropical da Universidade Nova de Lisboa, detendo um Mestrado em Gestão e Economia da Saúde, pela Faculdade de Economia da Universidade de Coimbra, e Licenciatura em Direito, pela Faculdade de Direito da Universidade de Coimbra.
É especializada em Administração Hospitalar pela Escola Nacional de Saúde Pública da Universidade Nova de Lisboa (UNL). Exercia os cargos de subdiretora do Instituto de Higiene e Medicina Tropical da UNL e de Presidente não-executiva do conselho de administração do Hospital da Cruz Vermelha Portuguesa antes de assumir funções no XXI Governo. Entre 2016 e 2017, foi presidente do conselho diretivo da Administração Central do Sistema de Saúde.
Exerceu responsabilidades de administração e gestão em diversos hospitais do Serviço Nacional de Saúde, assim como em outras entidades do setor, nomeadamente na Associação Portuguesa de Administradores Hospitalares, cuja direção presidiu entre 2013 e 2015.
Integrou, ainda, os conselhos consultivos do Grupo de Ativistas pelo Tratamento (GAT) e do Instituto de Higiene e Medicina Tropical, tendo desempenhado atividade de docência em várias instituições na área da saúde. É autora e co-autora de publicações científicas no âmbito da saúde.
Foi um dos rostos mais conhecidos da crise sanitária da COVID-19 em Portugal. Durante as semanas iniciais da primeira vaga da pandemia no país, houve um bom controlo da sua propagação, o que levou as autoridades portuguesas, aquando da sua tutela, fossem elogiadas internacionalmente pelos seus esforços.  No entanto, Marta Temido assumiu responsabilidades pelas decisões relativas às restrições do Natal de 2020, vistas por alguns especialistas como demasiado permissivas, e que foram um dos dois acontecimentos associados ao desencadear da especialmente trágica terceira vaga da pandemia no país, a mais mortal em Portugal em todo o decurso da pandemia no país, que assumiu contornos especialmente graves nos meses de janeiro e fevereiro de 2021, tendo a outra sido, segundo as autoridades, o disseminar da variante alfa do SARS-CoV-2. Entretanto, ainda durante a gestão de Temido, o país liderou uma vasta campanha de vacinação contra a COVID-19, graças a task-force liderado pelo Almirante Henrique Gouveia e Melo, sendo Portugal, em novembro de 2021, um dos países com maior percentagem de pessoas inoculadas contra o vírus que origina essa doença.
Temido tornou-se militante do Partido Socialista durante o 23º congresso do Partido Socialista, ao fim de quase três anos como Ministra da Saúde e praticamente um ano e meio desde o início da pandemia do SARS-CoV-2 em Portugal. Até então Marta Temido era independente.
Foi candidata pelo Partido Socialista às eleições legislativas portuguesas antecipadas de 2022, sendo a cabeça-de-lista entre os candidatos do partido ao círculo eleitoral de Coimbra.
Apresentou a demissão do cargo de ministra da Saúde a 30 de agosto de 2022, alegando ter deixado de reunir condições para continuar em funções. Manteve-se em funções até à tomada de posse do seu sucessor,  Manuel Pizarro. Depois de ter deixado o Ministério da Saúde, Marta Temido assume funções como deputada da bancada do PS.
Nas Eleições Europeias de 2024, Marta Temido encabeçou a lista do PS.

## Polémica
Algumas das polémicas mancharam o percurso da Marta Temido:
Em dezembro de 2018, na altura em que os enfermeiros estavam em greve, Marta Temido referiu, numa entrevista à TSF/ Diário de Notícias, que não iria negociar com os enfermeiros que estavam em greve, considerando que isso seria “privilegiar o criminoso, o infrator”. As palavras da ministra foram fortemente criticadas pela classe dos enfermeiros. No dia seguinte, Marta Temido via-se forçada a fazer um pedido de desculpas, através de um telefonema dirigido à bastonária da Ordem dos Enfermeiros. 
Também na mesma altura, Temido revelou que a parceria público-privada (PPP) no Hospital de Braga iria terminar por “indisponibilidade definitiva do parceiro privado [Grupo Mello] para prosseguir a concessão”. Contudo, o Grupo José de Mello Saúde desmentiu, garantindo que “desde o primeiro momento, disponível para o prolongamento do contrato (…), dentro do atual modelo contratual, desde que esclarecidas as condições de execução do contrato e da sustentabilidade financeira da parceria”. Porém, a PPP não foi renovada.
Em abril de 2019, um relatório publicado pela Ordem dos Médicos, revelou que a Administração Central do Sistema de Saúde (ACSS), liderada na altura por Temido, retirou doentes das listas de espera para consultas entre 2014 e 2016, para que o desempenho fosse mais bem classificado.

Em novembro de 2021, Marta Temido numa audição na Comissão Parlamentar de Saúde afirmou que uma das soluções para colmatar a falta de médicos no Serviço Nacional de Saúde passa por contratar profissionais "mais resilientes". As suas declarações geraram controvérsia entre os profissionais de saúde. No dia seguinte, perante as críticas, Temido pediu desculpas e afirmou o seguinte: "Se causei uma má interpretação, peço desculpa por isso; genuinamente e do fundo do coração". E ainda acrescentou que "não disse em momento nenhum que é preciso recrutar profissionais mais resilientes. Disse que é necessário que todos façamos um investimento em mais resiliência, sobretudo quem trabalha em áreas tão exigentes como a da saúde".